# Clarence Öfwerman
Clarence Öfwerman, född den 22 november 1957, är en svensk musiker och producent. Han är mest känd som producent för Roxettes samtliga studioalbum, samt Per Gessles soloalbum från och med The World According To Gessle.
Innan han året 1986 började sitt samarbete med Gessle, hade Öfwerman bland annat spelat med Kal P. Dal, Janne Goldman, Ulf Lundell, Johan Lindell, och varit medlem i Raj Montana Band. Clarence Öfwerman har varit medlem i powerpopgruppen Overture, som gav ut albumet Ansikten 1981, och var sedan medlem i popbandet Passagerarna som gav ut debutalbumet 100 Man 1986, tillsammans med musikerna Pelle Alsing och Tommy Cassemar, som också medverkade i Roxette. Passagerarna släppte ytterligare två studioalbum, Följer en Stjärna, 1988, samt det sista 1990 på engelska som Passangers med titeln Glorious Days.
Öfwerman har producerat artister som Py Bäckman, Sylvia Vrethammar, The Creeps och Mauro Scocco. 2022 släppte han det instrumentala albumet Awakening.
Öfwerman är son till jazzmusikern Rune Öfwerman.

### Fotnoter
1. ↑  Mathilde Albinsson (1 juli 2017). ”Vill ha högre kapacitet som musiker” (på svenska). Aftonbladet. https://www.aftonbladet.se/nojesbladet/musik/rockbjornen/a/8yE8d/per-gessles-onskan-vill-ha-hogre-kapacitet-som-musiker. Läst 8 juli 2019.
2. ↑  ”metason.name=Passagerarna”. https://music.metason.net/artistinfo?name=Passagerarna. Läst 21 januari 2024.
3. ↑  ”hakanpettersson.”. https://www.hakanpettersson.se/blogg.php?id=4944. Läst 21 januari 2025.
4. ↑  ”clarence-ofwerman-when-christoffer-joined-us-everything-became-fun-again/”. http://roxetteblog.com/2009/12/22/clarence-ofwerman-when-christoffer-joined-us-everything-became-fun-again/. Läst 21 januari 2025.